# 佐祖利 (瓦西里基夫區)
50°10′6″N 30°14′42″E / 50.16833°N 30.24500°E
佐祖利（烏克蘭語：Зозулі）是位於烏克蘭北部的村莊，由基辅州奧布希夫區的瓦西利基夫市鎮負責管轄。該村面積0.78平方公里，海拔高度198米，2001年人口19，人口密度每平方公里24.3人。